# カレーは飲み物。
カレーは飲み物。（カレーはのみもの）は、株式会社のみもの。が運営するカレー専門チェーン店。都内の山手線沿線を中心に店舗を展開する。
店名はウガンダ・トラの言葉「カレーライスは飲み物」に由来している。
看板メニューは本格欧風カレーの「黒い肉カレー」とインド風辛口カレーの「赤い鶏カレー」。

## 沿革
「カレーは飲み物。」は2012年11月に西池袋にオープンした。「なぜ蕎麦にラー油を入れるのか。」の看板で知られる西池袋のつけそば店「池袋 壬生」を経営する「そ組」による出店である。2013年11月には秋葉原店をオープンした。
2014年4月8日から5月7日まで、秋葉原店と池袋店においてアニメ『ブラック・ブレット』とのコラボによるスペシャルメニューが販売された。
2014年9月5日にはテレビ東京の『ワールドビジネスサテライト』で行列のできる店として紹介された。
2015年1月7日に秋葉原店が日本テレビの『ヒルナンデス』で取り上げられる。秋には神田カレーグランプリに出場し3位入賞を果たした。
2016年5月、「株式会社のみもの。」（2019年5月1日に「日本カレーライフ協会株式会社」から「株式会社のみもの。」に改名）が設立される。
2017年8月にはサンヨー食品とのコラボレーション企画で「サッポロ一番×カレーは飲み物。赤い鶏カレー味ラーメン」が発売された。
2022年10月2日にはTwitterで「カレーは飲み物」論争を起こしたベガッ太のホームゲームに出店し「和解カレー（そもそも揉めてませんが。）」を発売。

## 店舗展開
2015年、新橋にフランチャイズ店がオープンした。
2016年、御徒町店がオープンした。
2017年5月にはカツカレー専門店「カレーは飲み物。（揚）」が池袋北口でオープンした。
2017年7月にはとんかつ専門店「とんかつは飲み物。」が池袋でオープンした。
2020年9月には「カレーは飲み物。（壺）」が池袋でオープンした。

## 店舗一覧
2025年7月時点。
- 池袋本店
- 秋葉原店
- ニュー新橋ビル店
- 西武新宿店